# Charlie Scott
Charles Thomas Scott (Nueva York, Estado de Nueva York, 15 de diciembre de 1948) es un exjugador de baloncesto estadounidense que disputó 2 temporadas en la ABA y otras 8 en la NBA. Con 1,96 metros de altura, jugaba en la posición de escolta. Fue 5 veces All-Star entre ambas ligas. En 1997 fue incluido en el mejor equipo de la ABA de la historia.
Es padre del actual jugador profesional Shannon Scott.

## Trayectoria deportiva

### Universidad
Jugó durante 4 temporadas con los Tar Heels de la Universidad de North Carolina. En su primer año no pudo jugar competición oficial con el equipo, ya que las normas de la época lo impedían, pero ya en el segundo tomó las riendas del equipo, llevándolo a su segunda y tercera edición consecutiva de la Final Four de la NCAA. En la edición de 1969 consiguió 32 puntos ante Davidson y anotó sobre la bocina la canasta ganadora que daba el pase a la Final Four.
Fue el primer afroamericano en conseguir una beca en la Universidad de North Carolina, y fue también el primero en entrar a formar parte de una fraternidad. Fue elegido en dos ocasiones en el segundo equipo All-American y en sus tres años competitivos elegido en el mejor quinteto de la ACC, aunque nunca consiguió el premio de mejor jugador, algo que le hizo sospechar de un racismo que ya había sufrido en su piel al poco de llegar a la universidad, cuando fue arrestado sin motivo.
En el total de su trayectoria universitaria promedió 22,1 puntos por partido, siendo el quinto mejor anotador de los Tar Heels de todos los tiempos y uno de los doce miembros de ese equipo en aparecer en la lista de los 50 mejores de la historia de la ACC.

### Selección de Estados Unidos
En 1968 fue convocado por la Selección de baloncesto de Estados Unidos para disputar los Juegos Olímpicos de México, rehusando unirse a un boicot por parte de los afroamericanos a los juegos, por considerarlo en su momento contraproducente. Allí ganó la medalla de oro.

### Profesional

#### ABA
Fue elegido en la séptima ronda del Draft de la NBA de 1970, en el puesto 107, por Boston Celtics, un puesto muy por debajo de su fama debido a que ya había firmado un contrato por tres temporadas con los Virginia Squires de la liga rival, la ABA. Su primera temporada como profesional no podo ser mejor: fue elegido Rookie del Año (compartido con Dan Issel) tras promediar 27,1 puntos, 5,6 asistencias y 5,2 rebotes por partido, liderando al equipo en los dos primeros apartados, disputó ese año su primer All-Star, y fue incluido en el mejor quinteto de la liga y en el mejor quinteto de rookies.
Su segunda temporada en la liga del balón tricolor fue aún mejor, ya que batió el récord de promedio de anotación con 34,6 puntos por partido, jugando al lado de uno de los mejores de todos los tiempos, Julius Erving. A pesar de ello no fue incluido en el mejor quinteto de la liga, teniendo que conformarse con aparecer en el segundo, quizás por su decisión de abandonar la misma antes de finalizar para fichar por los Phoenix Suns de la NBA

#### NBA
En los Suns se encontró con un equipo mediocre, en el que rápidamente se hizo con el mando del mismo, liderándolo desde su primera campaña en puntos y asistencias. En sus tres primeras temporadas completas consiguió ser elegido para jugar el All Star, aunque no destacó en los mismos, teniendo su mejor actuación en el de 1974, cuando consiguió 2 puntos y 4 asistencias.
Antes del comienzo de la temporada 1975-76, los Boston Celtics vieron que el equipo a batir eran los Golden State Warriors liderados por Rick Barry, y que necesitaban un buen anotador en el equipo, por lo que no dudaron en traspasar a los Suns a Paul Westphal a cambio de Scott. En los entrenamientos previos a la temporada, la pregunta que rondaba entre los aficionados de los Celtics es que, teniendo a Jo Jo White, Dave Cowens y John Havlicek ya en el equipo, con la adquisición de un hombre acostumbardo a lanzar 22 veces por partido a canasta, si iba a ser suficiente el jugar con un único balón en los partidos. Sin embargo, las lesiones hicieron que las dudas se despejasen, y Scott y White, que habían coincidido en la selección de Estados Unidos en México 1968 llegaron a formar una de las mejores parejas de hombres bajos de la liga. Entre los dos promediaron 36,5 puntos por partido, Llegaron a las Finales, donde se encontrarían precisamente con su antiguo equipo, los Suns. Su mejor actuación se produjo en el quinto partido de la serie, en el que consiguió 25 puntos, 11 rebotes, 3 asistencias y 5 robos de balón, en una victoria históirica para los de Boston, que finalmente se hicieron con su decimotrercer anillo de campeones.
Tras dos temporadas y media en Boston, mediada la temporada 1977-78 fue traspasado a Los Angeles Lakers, donde jugó 48 partidos antes de ser traspasado nuevamente, esta vez a Denver Nuggets, donde tras dos temporadas se retiró definitivamente. En el total de su carrera profesional promedió 20,7 puntos, 4,9 asistencias y 4,0 rebotes por partido, siendo uno de los 50 mejores anotadores profesionales de todos los tiempos, juntando sus estadísticas de la ABA y la NBA.

#### Estadísticas

##### Temporada regular
| Temp.   | Edad | Equipo     | Liga  | P   | TIT | MIN  | TC   | TCA  | %TC  | 3P  | 3PA | %3P  | TL  | TLA | %TL  | R.OF. | R.DEF. | REB | ASIS | ROB | TAP | PER | FP  | PTS  |
| 1970-71 | 22   | Virginia   | ABA   | 84  |     | 37.9 | 10.7 | 23.2 | .463 | 0.2 | 0.8 | .246 | 5.4 | 7.3 | .746 | 1.8   | 3.4    | 5.2 | 5.6  |     |     | 3.8 | 3.5 | 27.1 |
| 1971-72 | 23   | TOTAL      | TOTAL | 79  |     | 41.0 | 13.1 | 29.2 | .448 | 0.4 | 1.4 | .264 | 6.9 | 8.5 | .803 | 2.2   | 2.5    | 5.0 | 4.7  |     |     | 4.3 | 3.5 | 33.4 |
| 1971-72 | 23   | Virginia   | ABA   | 73  |     | 41.9 | 13.5 | 30.0 | .449 | 0.4 | 1.5 | .264 | 7.2 | 9.0 | .803 | 2.4   | 2.7    | 5.1 | 4.8  |     |     | 4.7 | 3.6 | 34.6 |
| 1971-72 | 23   | Phoenix    | NBA   | 6   |     | 29.5 | 8.0  | 18.8 | .425 |     |     |      | 2.8 | 3.5 | .810 |       |        | 3.8 | 4.3  |     |     |     | 3.2 | 18.8 |
| 1972-73 | 24   | Phoenix    | NBA   | 81  |     | 37.8 | 10.0 | 22.3 | .446 |     |     |      | 5.4 | 6.9 | .784 |       |        | 4.2 | 6.1  |     |     |     | 3.8 | 25.3 |
| 1973-74 | 25   | Phoenix    | NBA   | 52  |     | 38.5 | 10.3 | 22.5 | .459 |     |     |      | 4.7 | 6.1 | .781 | 1.2   | 3.0    | 4.3 | 5.2  | 1.9 | 0.4 |     | 3.7 | 25.4 |
| 1974-75 | 26   | Phoenix    | NBA   | 69  |     | 37.6 | 10.2 | 23.1 | .441 |     |     |      | 4.0 | 5.1 | .781 | 1.0   | 2.9    | 4.0 | 4.5  | 1.6 | 0.3 |     | 4.3 | 24.3 |
| 1975-76 | 27   | Boston     | NBA   | 82  |     | 35.5 | 7.2  | 16.0 | .449 |     |     |      | 3.3 | 4.1 | .797 | 1.3   | 3.1    | 4.4 | 4.2  | 1.3 | 0.3 |     | 4.3 | 17.6 |
| 1976-77 | 28   | Boston     | NBA   | 43  |     | 36.8 | 7.6  | 17.1 | .444 |     |     |      | 3.0 | 4.0 | .746 | 1.2   | 3.2    | 4.4 | 4.6  | 1.4 | 0.3 |     | 3.6 | 18.2 |
| 1977-78 | 29   | TOTAL      | NBA   | 79  |     | 31.3 | 5.5  | 12.6 | .438 |     |     |      | 2.5 | 3.3 | .746 | 0.8   | 2.4    | 3.2 | 4.8  | 1.4 | 0.2 | 3.0 | 3.2 | 13.5 |
| 1977-78 | 29   | Boston     | NBA   | 31  |     | 34.8 | 6.8  | 15.6 | .433 |     |     |      | 2.7 | 3.8 | .712 | 0.8   | 2.5    | 3.3 | 4.6  | 1.6 | 0.2 | 3.4 | 3.1 | 16.3 |
| 1977-78 | 29   | L.A.Lakers | NBA   | 48  |     | 29.0 | 4.7  | 10.6 | .442 |     |     |      | 2.3 | 3.0 | .775 | 0.8   | 2.3    | 3.1 | 4.9  | 1.2 | 0.2 | 2.8 | 3.2 | 11.7 |
| 1978-79 | 30   | Denver     | NBA   | 79  |     | 33.1 | 5.0  | 10.8 | .460 |     |     |      | 2.0 | 2.7 | .749 | 0.7   | 2.0    | 2.7 | 5.4  | 1.0 | 0.4 | 3.2 | 3.6 | 12.0 |
| 1979-80 | 31   | Denver     | NBA   | 69  |     | 27.0 | 4.0  | 10.0 | .401 | 0.0 | 0.2 | .182 | 1.2 | 1.7 | .720 | 0.7   | 1.7    | 2.4 | 3.6  | 0.7 | 0.3 | 2.4 | 2.9 | 9.3  |
| Total   |      |            | TOTAL | 717 |     | 35.6 | 8.4  | 18.7 | .448 | 0.2 | 0.8 | .253 | 3.9 | 5.0 | .773 | 1.2   | 2.7    | 4.0 | 4.9  | 1.3 | 0.3 | 3.4 | 3.7 | 20.7 |
|         |      |            | NBA   | 560 |     | 34.4 | 7.3  | 16.5 | .444 | 0.0 | 0.2 | .182 | 3.2 | 4.2 | .772 | 1.0   | 2.6    | 3.6 | 4.8  | 1.3 | 0.3 | 2.9 | 3.7 | 17.9 |
|         |      |            | ABA   | 157 |     | 39.8 | 12.0 | 26.4 | .456 | 0.3 | 1.1 | .257 | 6.2 | 8.1 | .775 | 2.1   | 3.1    | 5.2 | 5.2  |     |     | 4.2 | 3.6 | 30.6 |

##### Playoffs
| Temp.   | Edad | Equipo     | Liga  | P  | MIN  | TCA | TC  | 3PA | 3P | TLA | TL  | R.OF. | REB | ASIS | ROB | TAP | PER | FP  | PTS | %TC  | %3P  | %FT  | MIN  | PTS  | REB | AST |
| 1970-71 | 22   | Virginia   | ABA   | 12 | 504  | 115 | 281 | 8   | 31 | 83  | 110 | 25    | 79  | 82   |     |     | 44  | 45  | 321 | .409 | .258 | .755 | 42.0 | 26.8 | 6.6 | 6.8 |
| 1975-76 | 27   | Boston     | NBA   | 18 | 632  | 111 | 284 |     |    | 55  | 72  | 23    | 76  | 71   | 21  | 8   |     | 97  | 277 | .391 |      | .764 | 35.1 | 15.4 | 4.2 | 3.9 |
| 1976-77 | 28   | Boston     | NBA   | 9  | 338  | 52  | 128 |     |    | 44  | 52  | 15    | 38  | 38   | 13  | 2   |     | 41  | 148 | .406 |      | .846 | 37.6 | 16.4 | 4.2 | 4.2 |
| 1977-78 | 29   | L.A.Lakers | NBA   | 3  | 103  | 12  | 40  |     |    | 6   | 8   | 6     | 13  | 14   | 4   | 0   | 11  | 9   | 30  | .300 |      | .750 | 34.3 | 10.0 | 4.3 | 4.7 |
| 1978-79 | 30   | Denver     | NBA   | 3  | 104  | 20  | 42  |     |    | 8   | 14  | 2     | 14  | 10   | 2   | 2   | 10  | 11  | 48  | .476 |      | .571 | 34.7 | 16.0 | 4.7 | 3.3 |
| Total   |      |            | TOTAL | 45 | 1681 | 310 | 775 | 8   | 31 | 196 | 256 | 71    | 220 | 215  | 40  | 12  | 65  | 203 | 824 | .400 | .258 | .766 | 37.4 | 18.3 | 4.9 | 4.8 |
|         |      |            | NBA   | 33 | 1177 | 195 | 494 |     |    | 113 | 146 | 46    | 141 | 133  | 40  | 12  | 21  | 158 | 503 | .395 |      | .774 | 35.7 | 15.2 | 4.3 | 4.0 |
|         |      |            | ABA   | 12 | 504  | 115 | 281 | 8   | 31 | 83  | 110 | 25    | 79  | 82   |     |     | 44  | 45  | 321 | .409 | .258 | .755 | 42.0 | 26.8 | 6.6 | 6.8 |

## Vida posterior
Tras retirarse como jugador de baloncesto, Scott se dedicó a la venta de zapatos de alta calidad a celebridades, antes de ser nombrado Director de Marketing Deportivo de la empresa dedicada a la ropa y calzado de deportes Champion, durante muchos años proveedores de la NBA. Está casado y tiene tres hijos.